# Natus Vincere
Natus Vincere – ukraińska organizacja e-sportowa, założona w 2009 roku. Początkowo brała udział w turniejach Counter-Strike’a 1.6. Według stanu z maja 2024 roku ma drużyny biorące udział w rozgrywkach w następujących grach: Counter-Strike 2 (wcześniej Counter Strike: Global Offensive), Dota 2, PlayerUnknown’s Battlegrounds, Apex Legends, Fortnite, Paladins, Tom Clancy’s Rainbow Six Siege i Brawl Stars.

## Zarządzanie projektem
Od momentu założenia w 2009 roku, Murat Żumaszewicz („Arbalet”), znany filantrop i organizator turniejów e-sportowych, wspierał zespół. W październiku 2011 roku zakończyła się jego umowa z członkami organizacji, po czym zarządzanie i rozwój Natus Vincere prowadzono samodzielnie.
Dyrektorem generalnym organizacji był Alexander „ZeroGravity” Kokhanovsky.
Latem 2016 roku klub Natus Vincere zawarł umowę z rosyjską spółką holdingową ESforce Holding Ltd (wcześniej znaną jako Virtus.pro Group). Transakcja opiewała na około 10 milionów dolarów, a jej przedmiotem była sprzedaż udziałów w aktywach, a także prawa medialne klubu Na'Vi.
25 stycznia 2017 ogłoszono zmianę dyrektora generalnego. Alexander Kokhanovsky zasiadł w zarządzie, a jego miejsce zajął Jewhen Zołotariow.
Pod koniec 2017 klub Natus Vincere i przedsiębiorstwo ESforce Holding Ltd ogłosiły zakończenie współpracy. Za zgodą stron prawa medialne i reklamowe dotyczące Natus Vincere powróciły do grupy Zero Gravity, na czele której stoi Alexander Kokhanovsky.

## Gracze

### Counter-Strike 2
- Ołeksandr „s1mple” Kostylew (nieaktywny)
- Ihor „w0nderful” Żdanow
- Aleksi „Aleksib” Virolainen
- Wałerij „B1T” Wachowśkyj
- Mihai „iM” Ivan
- Justinas „jL” Lekavicius[6]

### Dota 2
- Alik „V-Tune” Worobej
- Wołodymyr „No[o]ne” Minenko
- Illa „Alohadance” Korobkin
- Aleksiej „Solo” Bieriezin[6]

### PlayerUnknown’s Battlegrounds
- Konstantin „Mellman” Lowkin
- Artiem „Xmpl” Adarkin
- Aleksandr „Alya” Pirogow
- Andriej „Qwizzy” Pobiedinskij[6]

### Apex Legends
- Dmytro „Xron” Sacharuk
- Ołeksandr „Sanya” Bokuczawa
- Anatolij „Wrugb” Biełousow[6]

### Rainbow Six Siege
- Byron „Blurr” Murray
- Nathan Sharp
- Rickard „Secretly” Olofsson
- Jordan „Kayak” Morley
- Pedro „Thuunder” Muniz[6]

## Wygrane turnieje

### Counter-Strike: Global Offensive
| Data             | Turniej                              | Nagroda       | Źródła |
| ---------------- | ------------------------------------ | ------------- | ------ |
| maj 2014         | SLTV StarSeries IX Finals            | 14 000 USD    | [ 7 ]  |
| październik 2014 | Game Show Season 1 Finals            | 12 000 USD    | [ 8 ]  |
| kwiecień 2015    | ESL Pro League Winter 2014/15 Finals | 15 000 USD    | [ 9 ]  |
| czerwiec 2015    | SLTV StarSeries XIII Finals          | 22 000 USD    | [ 10 ] |
| czerwiec 2015    | ESWC 2015                            | 30 000 USD    | [ 11 ] |
| listopad 2015    | IEM San Jose 2015                    | 56 250 USD    | [ 12 ] |
| styczeń 2016     | DreamHack ZOWIE Open Leipzig 2016    | 50 000 USD    | [ 13 ] |
| marzec 2016      | Counter Pit League Season 2 Finals   | 40 000 USD    | [ 14 ] |
| październik 2016 | ESL One New York 2016                | 125 000 USD   | [ 15 ] |
| grudzień 2017    | DreamHack Open Winter 2017           | 50 000 USD    | [ 16 ] |
| czerwiec 2018    | StarSeries i-League Season 5         | 125 000 USD   | [ 17 ] |
| czerwiec 2018    | CS:GO Asia Championships 2018        | 150 000 USD   | [ 18 ] |
| lipiec 2018      | ESL One Cologne 2018                 | 125 000 USD   | [ 19 ] |
| listopad 2018    | Blast Pro Series Copenhagen 2018     | 125 000 USD   | [ 20 ] |
| kwiecień 2019    | StarSeries i-League Season 7         | 250 000 USD   | [ 21 ] |
| marzec 2020      | IEM Katowice 2020                    | 250 000 USD   | [ 22 ] |
| styczeń 2021     | Blast Premier Global Final 2020      | 600 000 USD   | [ 23 ] |
| maj 2021         | DreamHack Masters Spring 2021        | 100 000 USD   | [ 24 ] |
| lipiec 2021      | StarLadder CIS RMR 2021              | 40 000 USD    | [ 25 ] |
| lipiec 2021      | IEM Cologne 2021                     | 400 000 USD   | [ 26 ] |
| wrzesień 2021    | ESL Pro League Season 14             | 195 000 USD   | [ 27 ] |
| listopad 2021    | PGL Major: Sztokholm 2021            | 1 000 000 USD | [ 28 ] |
| listopad 2021    | Blast Premier Fall Final 2021        | 225 000 USD   | [ 29 ] |
| grudzień 2021    | Blast Premier Global Final 2021      | 500 000 USD   | [ 30 ] |
| czerwiec 2022    | Blast Premier Spring Final 2022      | 200 000 USD   | [ 31 ] |

### Counter-Strike 2
| Data             | Turniej                       | Nagroda     | Źródła |
| ---------------- | ----------------------------- | ----------- | ------ |
| marzec 2024      | PGL CS2 Major Copenhagen 2024 | 500 000 USD | [ 32 ] |
| lipiec 2024      | Esports World Cup 2024        | 400 000 USD | [ 33 ] |
| wrzesień 2024    | ESL Pro League Season 20      | 170 000 USD | [ 34 ] |
| październik 2024 | IEM Rio 2024                  | 100 000 USD | [ 35 ] |

### Dota 2
| Data             | Turniej                          | Nagroda       | Źródła |
| ---------------- | -------------------------------- | ------------- | ------ |
| sierpień 2011    | The International 2011           | 1 000 000 USD | [ 36 ] |
| październik 2011 | ESWC 2011                        | 12 000 USD    | [ 37 ] |
| listopad 2011    | The Defense Season 1             | 6 800 USD     | [ 38 ] |
| marzec 2012      | The Premier League Season 1      | 5 000 USD     | [ 39 ] |
| marzec 2012      | Starladder Season I              | 6 000 USD     | [ 40 ] |
| lipiec 2012      | The Premier League Season 2      | 5 000 USD     | [ 41 ] |
| lipiec 2012      | Starladder Season II             | 6 000 USD     | [ 42 ] |
| paźdźiernik 2012 | Starladder Season III            | 6 500 USD     | [ 43 ] |
| grudzień 2012    | Starladder Season IV             | 8 000 USD     | [ 44 ] |
| kwiecień 2012    | ESL EMS One Spring Season        | 12 000 USD    | [ 45 ] |
| maj 2013         | TechLabs Cup Show Match 2013     | 3 500 USD     | [ 46 ] |
| lipiec 2013      | Dota 2 League Season 3           | 5 000 USD     | [ 47 ] |
| lipiec 2013      | The Defense Season 4             | 12 000 USD    | [ 48 ] |
| wrzesień 2013    | TechLabs Cup Сентябрь 2013       | 8 000 USD     | [ 49 ] |
| październik 2013 | Starladder Season VII            | 12 000 USD    | [ 50 ] |
| listopad 2013    | WePlay Dota 2 League Season 2    | 13 000 USD    | [ 51 ] |
| listopad 2013    | TechLabs Cup Grand Finals        | 12 500 USD    | [ 52 ] |
| listopad 2013    | DreamHack DreamLeague Kick-Off   | 25 000 USD    | [ 53 ] |
| styczeń 2014     | Starladder Season VIII           | 62 000 USD    | [ 54 ] |
| maj 2014         | Dota 2 Champions League Season 2 | 61 500 USD    | [ 55 ] |
| listopad 2014    | Dota 2 Champions League Season 4 | 38 118 USD    | [ 56 ] |
| lipiec 2016      | Starladder i-League Season 2     | 135 000 USD   | [ 57 ] |
| listopad 2017    | Adrenaline Cyber League 2017     | 65 000 USD    | [ 58 ] |